# برج بانتاجيس
برج بانتاجيس هو فندق سكني وبوتيكي يقع في 200-210 شارع فيكتوريا في تورونتو، أونتاريو، كندا. يقع المبنى بالقرب من مسرح إد ميرفيش في 244 شارع فيكتوريا، الذي افتتح عام 1920م باسم مسرح بانتاجيس. يُعرف الفندق باسم فندق بانتاجيس، ويقع مدخله الرئيسي في 200 شارع فيكتوريا بينما تقع الوحدات السكنية في 210 فيكتوريا.
يبلغ ارتفاع البرج الزجاجي 139.6 مترًا ويتكون من 45 طابقًا، وانتهى بناؤه عام 2003. صمم برج ما بعد الحداثة من قبل موشيه صفدي و(بالإنجليزية: Core Architects Inc)‏ للمطورين (بالإنجليزية: Dundee Corp)‏ و(بالإنجليزية: Intracorp)‏.

## تاريخ البرج
يأخذ البرج اسمه من اليوناني فودفيل إمبريساريو ألكسندر بانتاجيس.
دعا الاقتراح الأولي للموقع إلى بناء مسرح ثانٍ، مع إضافة فندق مجاور أيضًا ولكن حين انهارت شركة (بالإنجليزية: Livent)‏ مالياً أُسقطت كل الخطط.

## التعليم
البرج مخصص للمدارس التالية:
- مجلس مدرسة مقاطعة تورونتو: مدرسة ماركت لين العامة (من الروضة حتى الصف الثامن) ومعهد جارفيس كوليجيت:
  - المدرسة الفنية: المدرسة الفنية المركزية.
  - المدرسة التجارية: كلية التجارة المركزية أو المدرسة الثانوية الشمالية (يمكن للمقيمين الالتحاق بأي من المدرستين).

## روابط خارجية
- "برج بانتاجيس". سكايسكرابربيج.
- Pantages Tower
- Pantages Hotel website